# Arquillinos
Arquillinos ist ein nordwestspanischer Ort und eine Gemeinde (municipio) mit 113 Einwohnern (Stand: 2024) im Osten der Provinz Zamora der Autonomen Gemeinschaft Kastilien-León. 

## Lage
Arquillinos liegt in der kastilischen Hochebene in einer Höhe von etwa 675 m. Das Stadtzentrum der Provinzhauptstadt Zamora ist nur etwa 25 Kilometer (Fahrtstrecke) in südsüdwestlicher Richtung entfernt. Das Klima im Winter ist durchaus kalt, im Sommer dagegen warm bis heiß; die eher spärlichen Regenfälle (531 mm/Jahr) fallen verteilt übers ganze Jahr.

## Bevölkerungsentwicklung
| Jahr      | 1970 | 1981 | 1991 | 2001 | 2011 | 2021 |
| Einwohner | 305  | 256  | 193  | 166  | 133  | 120  |

## Sehenswürdigkeiten
- Tirsuskirche (Iglesia de San Tirso)

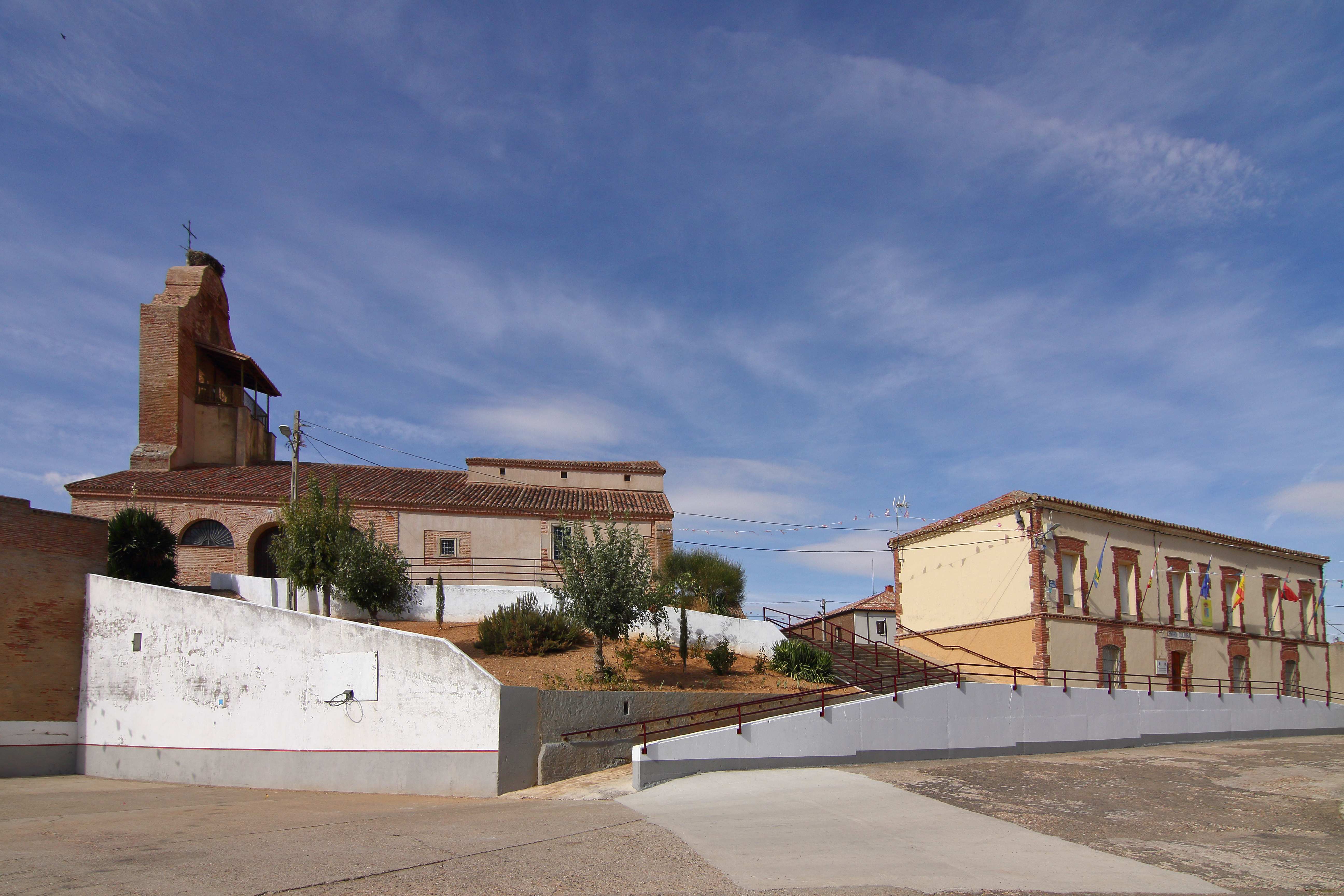
Rathaus und Tirsuskirche